# Mesothisa royi
Mesothisa royi är en fjärilsart som beskrevs av Claude Herbulot 1954. Mesothisa royi ingår i släktet Mesothisa och familjen mätare. Inga underarter finns listade i Catalogue of Life.